# Чувашско-Сорминская волость
Чува́шско-Со́рминская волость (чув. Чăваш Сурăм вулăсĕ) — волость Ядринского уезда Казанской губернии. Волостной центр — село Чувашская Сорма. Ныне территория современных Моргаушского, Красноармейского и Чебоксарского муниципальных округов Чувашской Республики.

## История
Жители волости активно принимали участие в Акулевском восстании против большевиков, массовым вооружённым выступлением крестьян Чувашской автономной области с 19 января по 5 февраля 1921 года.

## Состав
По состоянию на 1897 год селения Сорминской волости были объединены в 14 крестьянских обществ. 

В 1917 году территория Чувашско-Сорминской волости включала в себя 69 населённых пунктов:333, среди них: 
- д. Авданкасы
- д. Актай
- д. Анаткасы
- с. Большая Шатьма
- д. Большие Шиуши
- д. Верхние Бурундуки
- д. Верхние Панклеи
- д. Верхние Хоразаны
- д. Верхняя Типсирма
- д. Вурманкасы
- д. Голов
- д. Дворики (Нижние Бурундуки)
- д. Ильбеши
- д. Ирихкасы
- д. Ихракасы
- д. Кагась
- д. Кадыкой
- д. Карманкасы
- д. Кивьялы
- д. Кожаки
- д. Кожары
- д. Кошки
- д. Кюль-Сирма
- д. Мартынкино
- д. Нижние Панклеи
- д. Нижние Хоразаны
- д. Нижние Шиуши
- д. Нижняя Типсирма  (Новая Типсирма)
- д. Новые Мадики
- д. Нюреть
- д. Оба-Сирма
- д. Обрыскино
- д. Ойрысерт (ныне Ойрисюрт)
- д. Осипкасы
- с. Оточево
- д. Падаккасы
- д. Передние Шиуши
- д. Пизипово
- д. Пикшики
- д. Рогож
- д. Сарчаки
- д. Седойкино
- д. Сесьмерь (ныне Сесмеры)
- д. Синьял-Оточево (Синьялы)
- д. Синьял-Хоракасы (Синьялы)
- д. Синьял-Шатьма (Синьялы)
- д. Средние Шиуши
- д. Старые Мадики
- д. Сюмертькасы
- с. Сятракасы (Хоракасы)
- с. Тиуши
- д. Торинкасы
- д. Торханы
- д. Хорнкасы
- д. Четрики
- с. Чувашская Сорма
- д. Шапкино
- д. Шатьмапоси
- д. Шипырлавары
- д. Шор (ныне Шор-Байраш)
- д. Шор-Босаево
- д. Шоркасы
- д. Шупоси
- д. Энехметь
- д. Юпрямы
- с. Юськасы
- д. Ямайкасы
- д. Яныши
- д. Ятманкино

Деревни Передние Шиуши, Средние Шиуши в связи со слиянием в деревню Большие Шиуши исключены из списка населённых пунктов Моргаушского района:218, 238.

Деревни Кожаки и Седойкино в связи со слиянием с деревней Сятракасы исключены из списка населённых пунктов Чебоксарского (Кожаки), Моргаушского (Седойкино) районов 29 августа 1963 года:170, 229.

Деревня Осипкасы в связи со слиянием с деревней Верхние Панклеи исключена из списка населённых пунктов Моргаушского района 23 апреля 1964 года:214.